# Lewis Bower
Lewis Bower (* 14. Oktober 2004 in Auckland) ist ein neuseeländischer Radrennfahrer, der im Straßenradsport aktiv ist.

## Sportlicher Werdegang
Nachdem Bower als Junior zweimal die neuseeländischen Meisterschaften im Einzelzeitfahren gewonnen hatte, wurde er 2023 mit dem Wechsel in die U23 Mitglied im Development Team von Groupama-FDJ. Bereits im ersten Jahr stand er bei der New Zealand Cycle Classic und der Okolo Jižních Čech auf dem Podium internationaler Rennen. Seinen ersten Sieg erzielte er 2024 mit dem Gewinn der ersten Etappe der Ronde de l’Oise. Bei der Rumänien-Rundfahrt folgten zwei Etappenerfolge, die er jeweils im Massensprint für sich entschied. 2025 konnte er mit dem Eintagesrennen Boucle de l’Artois einen weiteren Sieg seinem Palmarès hinzufügen.

## Erfolge
2021
- Neuseeländischer Meister – Einzelzeitfahren (Junioren)

2022
- Neuseeländischer Meister – Einzelzeitfahren (Junioren)

2024
- eine Etappe Ronde de l’Oise
- zwei Etappen Turul Romaniei

2025
- Boucle de l’Artois